# Tezeta Abraham
Tezeta Abraham Admasso (Gibuti, 15 febbraio 1985) è un'attrice e modella etiope naturalizzata italiana.

## Biografia
Nata nel Gibuti da genitori etiopi, si trasferisce a Roma con la famiglia all'età di cinque anni. Nel 2002 vince il concorso "Miss Africa Italia" da cui inizia i primi contatti con il mondo della moda, settore in cui lavorerà per molti anni come indossatrice. Nel 2010 prende parte alla 71ª edizione di Miss Italia. Nel 2015 lavora ad una serie Rai, È arrivata la felicità, scritta da Ivan Cotroneo, nel ruolo di Francesca. Nel 2016 interpreta Karima in L'ultima rima, per la regia di Carlo Fracanzani. Al cinema è stata diretta da Carlo Verdone, Daniele Falleni, Massimiliano Bruno e Edoardo Leo.

## Filmografia

### Cinema
- Posti in piedi in paradiso, regia di Carlo Verdone (2012)
- Dietro la notte, regia di Daniele Falleri (2021)
- I peggiori giorni, regia di Massimiliano Bruno ed Edoardo Leo (2023)

### Televisione
- È arrivata la felicità, regia di Riccardo Milani e Francesco Vicario - serie televisiva (Rai 1, 2015-2018)

### Cortometraggi
- L'ultima rima, regia di Carlo Fracanzani (2016)
- La festa più bellissima, regia di Hedy Krissane (2018)
- La pace all'improvviso, regia di Tezeta Abraham (2018)

## Opere
- Tezeta Abraham, Nostalgia, HarperCollins Italia, 2024, ISBN 979-12-598-5110-9.

## Riconoscimenti
- Reggio Calabria Filmfest - retrospettiva sul cinema italiano - Menzione per il cortometraggio L'ultima rima di Carlo Francanzani (2016)
- Movie Planet Film Festival - Premio come migliore attrice per il cortometraggio L'ultima rima di Carlo Francanzani (2016)
- Tuscany Web Fest - Premio come migliore attrice per il cortometraggio L'ultima rima di Carlo Francanzani (2016)
- Vertical Movie Festival - Premio VerticalDoc per il cortometraggio La pace all'improvviso di Tezeta Abraham (2018)